# Teridiosomàtids
Els teridiosomàtids (Theridiosomatidae) són una família d'aranyes araneomorfes descrita per primera vegada per Eugène Simon el 1881. La seva característica més destacada és la teranyina cònica que construeixen.

## Sistemàtica
Segons el World Spider Catalog amb data de 16 de gener de 2019, aquesta família té reconeguts 19 gèneres i 124 espècies. El creixement dels darrers anys és considerable, ja que 28 d'octubre de 2006, hi havia reconeguts 12 gèneres i 75 espècies. La llista dels 19 gèneres és la següent:
- Andasta  Simon, 1895
- Baalzebub  Coddington, 1986
- Chthonopes  Wunderlich, 2011
- Chthonos  Coddington, 1986
- Coddingtonia  Miller, Griswold & Yin, 2009
- Cuacuba  Prete, Cizauskas & Brescovit, 2018
- Epeirotypus  O. Pickard-Cambridge, 1894
- Epilineutes  Coddington, 1986
- Karstia  Chen, 2010
- Menglunia  Zhao & Li, 2012
- Naatlo  Coddington, 1986
- Ogulnius  O. Pickard-Cambridge, 1882
- Parogulnius  Archer, 1953
- Plato  Coddington, 1986
- Sinoalaria  Zhao & Li, 2014
- Tagalogonia  Labarque & Griswold, 2014
- Theridiosoma  O. Pickard-Cambridge, 1879
- Wendilgarda  Keyserling, 1886
- Zoma  Saaristo, 1996

### Fòssils
Segons el World Spider Catalog versió 19.0 (2018), existeixen els següents gèneres fòssils:
- †Eocoddingtonia  Selden, 2010
- †Eoepeirotypus  Wunderlich, 2004
- †Eotheridiosoma  Wunderlich, 2004
- †Leviunguis  Wunderlich, 2012
- †Palaeoepeirotypus  Wunderlich, 1988
- †Spinitheridiosoma  Wunderlich, 2004
- †Umerosoma  Wunderlich, 2004

### Superfamília
Els teridiosomàtids havien format part de la superfamília dels araneoïdeus (Araneoidea), al costat de tretze famílies més entre les quals cal destacar pel seu nombre d'espècies: linífids, aranèids, terídids, tetragnàtids i nestícids. Les aranyes, tradicionalment, havien estat classificades en famílies que van ser agrupades en superfamílies. Quan es van aplicar anàlisis més rigorosos, com la cladística, es va fer evident que la major part de les principals agrupacions utilitzades durant el segle XX no eren compatibles amb les noves dades. Actualment, els llistats d'aranyes, com ara el World Spider Catalog, ja ignoren la classificació de superfamílies.